# Meltripata martini
Meltripata martini är en insektsart som beskrevs av Willy Adolf Theodor Ramme 1941. Meltripata martini ingår i släktet Meltripata och familjen gräshoppor. Inga underarter finns listade i Catalogue of Life.